# مارکت ویتون
latitudeمارکت ویتونlongitudeمارکت ویتون
مارکت ویتون (به انگلیسی: Market Weighton) یک شهرک در بریتانیا است که در انگلستان واقع شده‌است.

## خصوصیات
مارکت ویتون ۶٬۴۲۹ نفر جمعیت دارد.